# Vignoble vichyssois
Le vignoble vichyssois est un ancien vignoble apparu vers le XIe siècle, il s'est maintenu à un niveau honorable jusqu'au milieu du XXe siècle. Les principales communes viticoles  furent Le Vernet, Abrest, Creuzier-le-Vieux, et plus secondairement Cusset, Creuzier-le-Neuf, Saint-Yorre et Mariol, aux environs de Vichy, sur la rive droite de l'Allier.

## Histoire
Jacques François Chomel dans son Traité des eaux minérales, bains douches de Vichy, paru à Clermont en 1734, écrit : « Le vin de Vichy est bon, les coteaux d'Abret [Abrest], de Crotte [village disparu et "noyé" dans l'urbanisation situé rue des Vergers, dans la commune de Vichy, juste au-dessus du quartier des Ailes], de Longevigne, le cru des Célestins, de Ris, de Châteldon, de l'autre côté de la rivière Grave-la-Rama [un lieu-dit du Bellerive actuel], tous ces vins sont bons et se transportent à Paris. »
Les vignobles apparaissaient sur la carte de Cassini XVIIIe siècle. Les communes du Vernet, de Creuzier-le-Vieux et de Creuzier-le-Neuf ont conservé une grappe de raisin sur leur blason municipal. L'architecture vigneronne (grange à grandes portes carrées, cave sous la maison avec escalier de côté ou frontal) reste très présente dans tout le bourg du Vernet, le quartier vigneron des Biernets à Abrest, et dans la plupart des lieux-dits de Creuzier-le-Vieux.
Les principaux cépages cultivés étaient blancs comme le cépage autochtone saint-pierre doré, mais vers 1855, les cépages rouges semblent l'emporter, à la lecture du banc des vendanges sur la commune d'Abrest, certaines parcelles du bas de la Côte Saint-Amand étaient plantées de cépage "vache" ou "pinot vache" — nom local de la mondeuse — et celles du haut en "bourguignon",  nom local du pinot noir. 
L'arrivée du phylloxéra ravageant le vignoble, mais surtout la concurrence des vins de table peu chers du Midi et le remplacement des vignes par des vergers d'arbres fruitiers pour alimenter la station thermale de Vichy en saison, feront que ce riche terroir viticole (collines calcaires idéalement exposées) sera progressivement délaissé au cours du XXe siècle. 

## Aujourd'hui
Actuellement, quelques vignes familiales persistent sur les communes d'Abrest, Mariol, Creuzier-le-Vieux, Le Vernet et une nouvelle vigne familiale a été plantée en automne 2008 à Saint-Yorre, au lieu-dit du "Bois des coups".
La seule vigne d'importance notable est celle du Verger conservatoire au Vernet, replantée une vigne en saint-pierre doré en 1993. La commune du Vernet est le lieu d'origine de ce cépage. 
Chaque année, les vendanges y sont réalisées dans la tradition. La cuvée récoltée l'année précédente est présentée à la population fin avril lors de la fête de la saint Georges au Vernet, où il peut être dégusté à ce moment-là ainsi qu'auprès de l'association du Verger conservatoire du Vernet.

## Une relance possible ?
Une relance est-elle possible ? On peut penser au cas très intéressant du vignoble de Riousse (commune de Livry dans la Nièvre), totalement disparu durant plusieurs décennies, reconstitué à l'initiative de la municipalité avec, dans un premier temps, la création d'une association loi de 1901 avec souscription volontaire, puis cession à un agriculteur professionnel (16 hectares).
D'autres exemples de reconstitution sont en cours : remise en culture de parcelles avec l'association "Coteaux Henri IV" à Ris (Puy-de-Dôme) ou envisageables à Châteldon (Puy-de-Dôme).

## Caractéristiques du terroir

### Lieux
Du plus au nord au plus au sud
- Collines de Creuzier-le-Vieux et de Creuzier-le-Neuf (versants est, ouest et sud).
- Plateau sur Le Vernet, versant nord-ouest et sud (lieu-dit Champ Maréchal donnant sur le lieu-dit Le Lavin, commune d'Abrest).
- Côte de Saint-Amand : versant ouest et sud-ouest (commune d'Abrest), versant nord (commune du Vernet).
- Colline des Dollots, des Remmondins (commune d'Abrest).
- Colline de Pont Barraux, versant ouest et versant sud est (commune de Saint-Yorre).
- Lieu-dit Château Gaillard à Mariol.

### Cépages cultivés auXIXesiècle
- Mondeuse, pinot noir, gamay pour les rouges.
- Saint-pierre doré pour le blanc.